# Concilio de París (614)
El concilio de París, celebrado el 10 de octubre de 614, fue un sínodo de la Iglesia católica convocada por el rey Clotario II donde participaron casi 80 obispos (12 de ellos metropolitanos), además del abad de Canterbury. Es considerado como el concilio más importante del episcopado merovingio.
Entre los 17 cánones aprobados por el concilio, uno de los más importantes es el que habla de la libertad que se ha de garantizar en la elección de los obispos para luchar contra prácticas como la simonía. Además se asegura al clero la sola competencia de los tribunales eclesiásticos para los procesos que contra ellos se iniciaren. Solo tras la decisión del obispo, un sacerdote podía pasar a la justicia civil. 
Por otra parte también se protegían los bienes eclesiásticos y sobre todo el respeto de la intención de los donantes, incluso cuando las autoridades políticas o eclesiásticas tuvieran interés en ellos. 
Todos estos cánones hablan de las dificultades que afrontaba la Iglesia en la zona y la responsabilidad que asumía el rey de poner remedio aun cuando en el edicto que se firmó ocho días después se ajustaban las disposiciones asumidas (los reyes podían intervenir en el nombramiento de obispos, los jueces civiles podían actuar de oficio si un clérigo cometía delitos comunes, etc.) Los avatares del reino obligaron a los obispos a reunirse nuevamente el 27 de septiembre de 626 en Clichy donde confirmaron los cánones de 614.